# La morte di Marx e altri racconti
La morte di Marx e altri racconti è una raccolta di brevi storie scritte da Sebastiano Vassalli e pubblicate nel 2006 dalla casa editrice Einaudi.
Attraverso queste storie Vassalli indaga i mutamenti antropologici dell'uomo moderno e le loro conseguenze.
Il libro è diviso in tre parti: la prima Ciao, Kafka è composta da 9 racconti, la seconda La morte di Marx da cinque storie, mentre l'ultima, Dopotutto è amore, presenta sei racconti. 

## Trama

### Parte prima,ciao Kafka
Dalle origini del mondo l'uomo non è stato altro che il promotore di cambiamenti ed evoluzioni; dalla ruota, che è il presupposto fondamentale per la costruzione del carro - con cui, per esempio, gli eroi greci si facevano trasportare in battaglia - si è giunti all'automobile, che a sua volta è l'evoluzione del carro. Con l'automobile le cose si complicano, perché si aggiungono anche i cambiamenti che avvengono all'interno di questo involucro: l'uomo diventa automobilista, per viaggiare ed esplorare il mondo ma alla fine non vede altro che le strade. Si tratta di un vero e proprio uomo nuovo, fornito di guscio, che dominerà il pianeta

#### Morte di un commesso viaggiatore
Durante la rottamazione di una Ford, viene trovato il cadavere di un uomo. Dopo la scoperta viene chiesto l'intervento della polizia che inizia a indagare sulla vittima e sulle circostanze in cui egli è morto. Dalle indagini risulta che l'uomo abbia 37 anni, sia sposato e abbia due figli. Un anno prima la moglie ne aveva denunciato la scomparsa, ma a nessuno era mai importato veramente, poiché si trattava di un uomo superficiale e intratteneva varie relazioni in diverse città. Dato il corpo decomposto e in più anche lo scarso interesse nei confronti dell'individuo, si dichiara la morte causata da un incidente stradale. 

#### Gli amanti
Un uomo e una donna di mezza età passeggiano sulla spiaggia mano nella mano. Dai loro gesti e dagli atteggiamenti dell'uno nei confronti dell'altro, si intuisce che siano sposati, o per lo meno, vivano insieme da anni (precisamente 27). Dopo la passeggiata si dirigono in auto verso l'hotel dove pernottano. Arrivati rimangono nel parcheggio e fanno l'amore in auto. Poi brindano con due bicchieri di cristallo pieni di champagne, conservato in una borsa termica. Ma infine si devono salutare: hanno capito che non possono vivere l'uno senza l'altra e quindi non vogliono che uno dei due muoia prima dell'altro. Reclinano i sedili e si dicono addio.

#### Una famiglia va al mare
Una famiglia con tre figli si appresta a partire per una vacanza nella casa al mare. L'ultimo preparativo è verificare che la carrozzina del bambino sia legata adeguatamente alla bicicletta sul tetto dell'auto. Dopo un viaggio apparentemente normale, avvertono un rumore e il padre nota dallo specchietto retrovisore che il passeggino si è sganciato, provocando una catastrofe dietro di loro. Subito l'uomo decide di fermarsi e vorrebbe chiamare la polizia, ma la moglie lo dissuade dal farlo e lo convince a procedere. Il figlio, nella sua ingenuità, insiste nel chiedere informazioni ai genitori circa il numero di vittime causate; ma la madre cerca di deviare l'argomento, negando ogni cosa. 

#### Di mamma ce n'è una sola
Una ragazza che lavora in discoteca e dal look ribelle (capelli verdi e rosa, tacchi alti, vestiti appariscenti, calze a rete, piercing e tatuaggi) giunge a casa della famiglia a cui, due anni prima, era stata affidata la figlia. Il tribunale le ha ora permesso di vedere la figlia per un giorno a settimana. Nel periodo della gravidanza, la ragazza intraprese un percorso di disintossicazione, poiché aveva passato la sua vita assumendo droghe e andando con uomini per soldi, tanto che non conosce nemmeno la vera identità del padre della bambina. Durante una giornata di sole cocente, decide di fermarsi a fare acquisti e di lasciare la figlia nell'auto chiusa per un tempo apparentemente breve. In realtà la ragazza non torna per svariate ore, poiché incontra una vecchia amica con la quale si sofferma a provare vestiti e ha un rapporto sessuale con un suo vecchio amante, per il quale prova ancora simpatia. Intanto, all'esterno, la gente preoccupata per la salute della bambina cerca di forzare la portiera della Mini Cooper rosa, ma oramai non c'è più nulla da fare: la fanciulla è deceduta a causa delle temperature troppo elevate. 

#### La mia golf mi chiedeva aiuto
Durante il colloquio con il suo avvocato, un uomo, guardia di un'agenzia di vigilanza molto devota alla sua Golf grigio metallizzata potenziata, tenta di giustificare l'omicidio da lui commesso nei confronti di un altro uomo. La vittima possedeva un'auto identica a quella del protagonista, parcheggiata poco più indietro nello stesso viale. Nella confusione, il presunto ladro tenta di aprire l'auto sbagliata con le proprie chiavi, ma ovviamente non ci riesce. La guardia, vedendolo, pensa subito a un furto e gli si avvicina impugnando la sua pistola di ordinanza. Nonostante i tentativi di giustificazione, il protagonista spara all'individuo, uccidendolo sul colpo. L'avvocato, però, lo informa che in realtà vi sono dei testimoni che smentiscono la versione del suo cliente. L'uomo continua imperterrito: doveva proteggere la sua Golf, chiunque avrebbe fatto lo stesso al posto suo. 

#### Diesel o benzina
Nel mezzo di un ingorgo stradale di dimensioni stratosferiche, un camionista si avvicina a una donna, in quanto la vede in difficoltà nel disincastrare il tettuccio dell'automobile e avverte in lei un senso di preoccupazione. Decide quindi di andarle incontro con una bottiglietta di acqua fresca e così i due iniziano a dialogare. Data la paura della donna nei confronti dei camion, l'uomo decide di invitarla a visitare il suo, per far scomparire l'ansia. Dopo aver approfondito la loro conoscenza, la donna ritorna nella sua auto e cerca di rintracciare il marito che lavora in azienda, per informarlo della situazione in cui lei si trova. Dato lo scarso interesse del compagno e l'assenza di aria condizionata nella sua auto, la signora prende la decisione di ritornare sul camion. L'attrazione tra i due è evidente e sfocia in un rapporto sessuale pieno di passione. Gli amanti intraprendono, quindi,  una relazione che porta la donna ad avviare le pratiche per il divorzio dal marito. Infine si scopre che i due aspettano un bambino e scherzano sull'ipotesi che egli possa essere “diesel o benzina”.

#### Volevo essere l'eroe di un videogame
Durante l'appuntamento con il dottore, un uomo racconta l'incidente da lui provocato. Mentre si trovava in autostrada aveva investito una bambina, travolta bruscamente. Senza nemmeno fermarsi, procede nella gara di corsa con un'altra auto, sottolineando che essere primi in una sfida automobilistica è tutto. Egli presume che intanto l'altra macchina abbia investito la madre della bimba, dalla quale oramai ha un enorme distacco, in quanto, dopo l'incidente con la donna, essa finisce fuori strada. In realtà il protagonista avrebbe urtato l'altra automobile, la quale sarebbe andata a travolgere la madre, perdendo poi il controllo.

#### Il soldatino di piombo
Dopo essere stato congedato dal servizio militare, un soldato comincia a rammentare tutta la sua vita passata nell'Esercito, da quando ricevette il brevetto all'Accademia Militare fino alla sua andata in guerra, arrivando poi a ricordare un evento tragico, soprannominato poi "l'Incidente". Avvenne durante un pattugliamento di un avamposto alleato al comando di un plotone, quando si trovò davanti ad un'automobile con all'interno due bambini in fin di vita, sporchi di sangue e sofferenti. Per il timore che si trattasse di un'autobomba, il soldato decise tuttavia di non salvarli, impedendolo anche al plotone. Il soldato chiamò dunque gli artificieri, che una volta arrivati accertarono l'assenza di esplosivi nel veicolo. L'uomo venne quindi accusato dal suo plotone, ma poi assolto dal tribunale militare. 
Questa orribile esperienza incise molto sulla salute psicologica del soldato, che per via del suo "strano comportamento", venne ricoverato in una clinica, dove disse che, ormai, era come se qualcun altro parlasse e decidesse per lui.

#### Ciao modernità
Il mondo oramai è in una condizione di cambiamento: non è più quello di prima a causa delle consistenti emissioni di gas e l'uso massiccio di automobili. Il nostro pianeta dovrà adattarsi a questa situazione, a partire da ciò che ci circonda fino ad arrivare a noi stessi.

### Parte seconda, la morte di Marx
In La morte di Marx sono narrate storie che trattano, mettendole in discussione, tematiche come l'uguaglianza e la democrazia.

#### La morte di Marx
Il capitolo si apre con la storia della morte del dottor Marx, narrata da alcuni amici e vicini di casa. Egli era simile nell'aspetto al celebre filosofo ottocentesco, da cui deriva il soprannome, tuttavia le sue opinioni erano molto distanti da quelle del vero Marx. Sosteneva infatti che le classi sociali non esistevano più  poiché si era creata un'uguaglianza umana, che trovava espressione nella diffusione dei Jeans. Questi, che accomunano il più povero al più potente, garantiscono l'uguaglianza "dalla cintola in giù",  ma naturalmente ciò non è altro che un'illusione di egualitarismo.
Tornando al dottore, egli era definito dai più come un uomo molto colto, generoso e assai disposto ad aiutare gli altri. Questa tendenza si manifestava nelle relazioni con i suoi amanti, per lo più giovani violenti e approfittatori. Marx li aiutava da un punto di vista economico e allo stesso tempo cercava in loro il lato oscuro della propria natura, per poterlo conoscere e dominare. Tuttavia, proprio da uno di questi amanti, che voleva più soldi di quanto gli fosse già stato dato, fu ucciso, come un torero che, convinto di poter avere sempre la meglio sul toro, si sorprende di non essere riuscito a domare la belva. 

#### Abitare il vento
Un sessantenne ritorna dopo una quarantina d'anni sull'isola dove aveva trascorso la sua gioventù. Ormai medico di successo, vive comunque nella solitudine, perciò decide di visitare di nuovo quei luoghi che lo avevano reso così' felice. Quando arriva, però, si rende conto di come tutto sia cambiato: l'inquinamento, causato dall'inciviltà della gente, ha trasformato quel posto completamente. Anche la sua casa è diroccata e gli trasmette un senso di tristezza. All'interno trova tre persone con le quali discute circa la proprietà della dimora. L'isola e l'abitazione sono sue, perciò non vuole permettere a degli sconosciuti di occuparle. I ragazzi, però, non vogliono cedere, quindi l'uomo smette di insistere e decide di visitare la casa. Nota che tutti i suoi vecchi mobili sono stati venduti, tranne il suo divano che ancora gli ricorda i pomeriggi passati in compagnia della sua vecchia ragazza, Klara. Dopo essersi addormentato sullo stesso, si risveglia e trova tutti gli altri coinquilini ubriachi che lo invitano a bere. Ormai offuscato dall'alcool, si stende di nuovo con una delle ragazze, nonché fidanzata del terzo sconosciuto, e fanno l'amore tutta la notte. La mattina seguente passeggia per l'isola, alla riscoperta dei luoghi d'infanzia. Non mancano descrizioni dello stato riprovevole in cui è ridotto il posto. Ritornato, poi, in California, decide di vendere l'isola.

#### Dialogo sulla democrazia
Due uomini discutono a proposito del tema democrazia. Mentre uno, denominato CV (ovvero cittadino che andrà a votare), sostiene questo organismo di governo, l'altro, definito CNV (quindi cittadino che non andrà a votare), si proclama a sfavore di questa. Entrambi esprimono le loro posizioni circa il diritto di voto, il vero significato della parola democrazia e le conseguenze che questa implica, la politica proiettata in condizioni di vita quotidiana e chi dovrebbe amministrare lo Stato. Dopo una conversazione apparentemente pacata, i due finiscono per litigare, poiché ognuno si ritrova fermamente convinto delle proprie idee.

#### Rocco del Grande Fratello
Una commessa di supermercato, Kitty, incrocia, passeggiando per strada, un vecchio partecipante a un reality show, Rocco del Grande Fratello . La ragazza, emozionata, torna sul posto di lavoro e racconta l'accaduto alle colleghe. Dai discorsi delle amiche scopre il motivo della presenza della celebrità in città: egli, infatti, è solito presenziare a serate in discoteca. Le donne, quindi, decidono di partecipare a uno di questi eventi, ma, arrivate al locale, rimangono deluse dall'assenza dell'uomo. La scoraggiata Kitty, quindi, abbandona la festa, diversamente dall'amica Carla, che si intrattiene con un ragazzo appena conosciuto.

#### Due favole sulla creazione del mondo
In principio, Dio creò il cielo e la terra, poi l'uomo e la donna che portò nel Giardino dell'Eden. Diede loro un'occupazione: l'uomo lavorava la terra, la donna, invece, il bestiame. Entrambi, però, concordavano sul fatto che il loro lavoro fosse stancante e monotono. La soluzione si presentò con l'arrivo del Serpente, soprannominato lo straniero. Questi propose all'uomo di lavorare il terreno al posto suo, in cambio di metà del raccolto. Egli accettò e contento riferì l'idea dell'animale alla moglie. Il giorno seguente il Serpente si presentò dalla donna e le espose la sua idea: per dare un taglio alla monotonia della sua routine, si offrì di sostituire la figura del marito, quando egli non ci fosse stato. La donna approvò, ma un giorno, di ritorno da una giornata stancante, l'uomo li trovò a giacere nel medesimo letto. Il marito, quindi, riferì a Dio l'accaduto, ma il Signore lo incolpò di essere l'unico responsabile della situazione. Li confinò a una vita di sofferenza, al gelo, con l'unica comodità di una casa in legno spaziosa. Il freddo era il loro più grande nemico, fino a quando non si ripresentò il Serpente sotto le spoglie di un gabbiano; l'animale consigliò alla donna di produrre calore e fuoco per la loro sopravvivenza bruciando parti della loro casa, fin troppo ampia per solo due individui. Col passare del tempo, però, l'abitazione si ridusse a una dimora instabile. Con l'arrivo di una potente tempesta, la casa crollò, non lasciando più traccia dell'uomo e della donna. Si avverò così la profezia di Dio: la loro punizione sarebbe partita dalle loro stesse mani.

### Parte terza, dopotutto è amore
Questo terzo ed ultimo capitolo narra alcune storie riguardo alle passioni dell'uomo moderno, nelle loro sfumature più disparate.

#### Sebastiano
Sebastiano era un giornalista scapolo di mezz'età, con una vita tranquilla e non troppo movimentata.
Abitava da solo, in un paese di montagna piuttosto lontano dalle grandi città.
Una notte bussò alla sua porta una giovane ragazza africana che era stata lasciata davanti a casa sua da qualcuno, per chissà quale motivo. Sebastiano capì che era terrorizzata: probabilmente era una di quelle prostitute che lavoravano di notte sull'autostrada, infatti era proprio quello il luogo in cui voleva essere portata. Ma lei era diversa dalle altre, non era volgare, era timida e molto bella. Sebastiano la abbracciò, per tranquillizzarla ma non le offrì mai di rimanere a casa sua per la notte. Lui era un uomo solo e lei era spaventata: sarebbe potuta essere una notte per combattere la solitudine,  invece decise istintivamente di non trattenerla e la riaccompagnò nel luogo da cui veniva. Nei giorni successivi passò più volte per quel tratto di autostrada, per rivedere la sua giovane africana; lei si limitò ad un saluto ma probabilmente non lo riconobbe nemmeno.
Qualche tempo dopo,  bussò alla sua porta la polizia: la ragazza africana era stata fermata per aver trasportato una partita di cocaina e aveva segnalato Sebastiano come proprietario della droga. Egli fu interrogato, ma alla fine gli agenti, comprendendo la situazione, si limitarono a rimproverarlo per aver aperto la porta ad una sconosciuta. La ragazza africana andò in prigione e così finirono anche le fantasie di Sebastiano.

#### Charles
Il sessantenne Charles è il proprietario di una palazzina che affitta a donne nubili di bell'aspetto, oggetto della sua ossessione. Egli è scapolo e i suoi interessi si concentrano sulla conoscenza e la conquista di belle signore. La sua fama di scapolo donnaiolo ancora attraente, come sostiene lui stesso, porta la gente a credere che le due nuove coinquiline,a cui ha affittato un appartamento, intrattengano una relazione con il protagonista. Egli infatti non partecipa più agli eventi mondani come era solito fare, ma passa le sue giornate nel tentativo di conquistare Lucette, insegnante di letteratura in un liceo, e Bébelle, maestra di musica al conservatorio. Le due donne apprezzano le sue lusinghe ma non cedono rimanendo comunque disinteressate e scherzando senza mai oltrepassare certi limiti.

#### Mary
Mary, una ragazza di 26 anni dal passato burrascoso, trova lavoro in un supermercato e conosce Theresa, una collega in cerca di un appartamento in cui abitare. La pacifica convivenza delle coinquiline viene, però,  bruscamente interrotta a causa del comportamento di Theresa, che inizia a intrattenersi con uomini nella propria abitazione, andando contro i voleri di Mary. La situazione sfocia quando uno di questi individui, Paul, violenta, ovviamente senza la sua approvazione, la protagonista. Mary, adirata, caccia la coinquilina dall'appartamento. Solo dopo quattro mesi la ragazza riesce a trovare un nuovo coinquilino: James, amico omosessuale del suo fidanzato, uno studente di filosofia. Il rapporto tra i due è molto forte e Mary si tramuta spesso in consigliera d'amore nei confronti di un coinquilino attratto verso individui rozzi. Dopo un lungo periodo apparentemente sereno, la ragazza viene presa dalla gelosia, in quanto vede James sempre più legato a donne, le cui intenzioni sono ammaliarlo. Spesso i coinquilini si confrontano circa questa situazione, poiché Mary è sempre più curiosa. Nonostante cerchi di non destare sospetti nel ragazzo, egli avverte un cambiamento in lei, arrivando a chiederle se fosse il caso di accontentare i suoi desideri sessuali. La ragazza, che non ha mai provato nulla verso l'amico, si arrabbia e i due giungono a una discussione violenta. James decide allora di abbandonare la casa, lasciando Mary in uno stato di confusione mentale.

#### Horst
Horst, un impiegato in un'azienda farmaceutica e collezionista di mantidi religiose, non si è mai dichiarato interessato all'altro sesso, anche se fin da piccolo provava piacere nel guardare le altre persone in condizioni di intimità, ma anche in situazioni di quotidianità. Nell'arco della sua gioventù, la madre aveva sempre cercato di costringerlo a “comportarsi in maniera normale”, spingendolo a relazioni da lui non approvate. Egli passa tutte le sue giornate da solo ad accudire e soprattutto osservare le sue mantidi religiose. Non vuole che esse abbiano contatti con altri individui al di fuori della sua persona. L'obiettivo della sua vita è, quindi, quello di osservare dall'esterno tutto ciò che riguarda la vita altrui.

#### Ciro e Daniela
Daniela è una donna di 32 anni che lavora come segretaria in un'azienda. Nelle sue giornate non mancano avance da parte dei colleghi, nonostante lei non apprezzi quel genere di uomini e non abbia mai avuto una relazione con questi. Un giorno, però, l'addetto alle spedizioni Ciro coglie la sua attenzione e i due iniziano a parlare del più e del meno di volta in volta, finché il ragazzo non le chiede di uscire. Dopo un attimo di esitazione, Daniela gli propone di accompagnarla a una festa per il compleanno di un suo amico che si terrà lo stesso sabato. Ciro non potrebbe essere più felice, ma la ragazza inizia ad avere dei ripensamenti in proposito. Ciro si offende un po' del fatto che Daniela non lo ritenga "adatto" al genere di festa a cui parteciperanno, ma il ragazzo si fa sentire e alla fine decidono di andarci. La festa è per Maurizio e si terrà in una palestra, in quanto il festeggiato è un istruttore di body-building. Quello che impressiona Ciro è l'ambigua torta a forma di organi genitali e la presenza esclusiva di uomini (uno per ogni anno che Maurizio compirà), con l'eccezione di Daniela. Quando Max, anima della festa, dà inizio alle danze, Daniela sale su un divano, unico oggetto illuminato nella penombra, e inizia a spogliarsi, rimanendo solo in slip. Partendo da Maurizio, tutti gli invitati si tolgono i vestiti e danno inizio a un'orgia. Ciro, scandalizzato, se ne va. Nei giorni seguenti i due colleghi non si incrociano, fino a quando una sera nel piazzale deserto davanti all'azienda, il ragazzo aspetta Daniela di fianco alla sua macchina e inizia a urlarle contro insulti e accuse. Ciro sostiene che la ragazza sia solo una meretrice che gli ha rovinato la vita e che ha intenzione di denunciarla alla polizia. Al che, la ragazza, che precedentemente aveva trovato quelle accuse causa di ilarità, si fa seria e non capisce il perché della reazione di Ciro. Questa faccenda ha cambiato completamente il ragazzo, che ora non si trova più capace di guardare le donne come le guardava prima, mentre Daniela continua a sostenere che questa tipologia di vita è la sola che le possa far assaporare un senso di libertà. 

#### Leonid
Leonid è uno statunitense di quarant'anni.  Si trova nel braccio della morte di un carcere americano, accusato di aver ucciso due bambini. Fin da piccolo è stato abituato alla pedofilia: a nove anni ha avuto il suo primo rapporto con un adulto ed è finito a sua volta a cercare i bambini. Egli si considera innocente da un punto di vista morale: le circostanze lo hanno obbligato, a suo dire, a fare ciò che ha fatto. Il primo ragazzo che ha ammazzato era un giovane di dieci anni di colore. Era innamoratissimo di lui: sono stati insieme per tre anni. Sugar - lo chiamava così - l'aveva tradito con altri ragazzi, mentre Leonid voleva costringerlo a rimanere con lui. Lo ha ucciso perché lo amava, in un momento di rabbia, per poi piangere sul suo cadavere. La sua seconda vittima era un ragazzo soprannominato Spin, che era scappato dal collegio nel quale i suoi genitori l'avevano spedito. Leonid l'ha trovato per caso sul ciglio di una strada e gli ha offerto del cibo, un luogo dove rifugiarsi e il suo amore. La loro storia è durata una quindicina di giorni, finché la polizia, che già sospettava di lui per la morte di Sugar, lo ha trovato in una baracca fuori città. Leonid, preso dal panico, ha soffocato il giovane Spin mentre dormiva e, mentre portava il suo corpo sulla strada dove l'aveva visto la prima volta, ha incrociato le macchine della polizia, che lo hanno incastrato. Durante entrambi i processi, egli ha potuto vedere le due famiglie dei suoi amanti, improvvisamente addolorate per dei figli che avevano dimenticato. Leonid è stato accusato e condannato a morte.

## Edizioni
- La morte di Marx e altri racconti, Collana Supercoralli, Torino, Einaudi, 2006, ISBN 978-88-061-8060-7. - Collana Einaudi Tascabili, Einaudi, 2007.
- La morte di Marx e altri racconti, Collana Contemporanea, Milano, BUR, 2019, ISBN 978-88-171-4161-1.